# Judit Polgár
Judit Polgár (Boedapest, 23 juli 1976) is een Hongaars schaakster. Zij is veruit de sterkste vrouwelijke schaker ooit, en de enige vrouw die ooit in de top 10 van de FIDE-rating-lijst heeft gestaan.

## Opvoeding
Judit Polgár, van Joodse komaf, heeft twee oudere zussen, Sofia en Zsuzsa. De drie kinderen maakten deel uit van een onderwijsexperiment dat werd uitgevoerd door hun vader, László Polgár, in een poging te bewijzen dat kinderen uitzonderlijke prestaties kunnen leveren als ze worden opgeleid in een gespecialiseerd onderwerp vanaf een zeer jonge leeftijd. "Genieën worden gemaakt, niet geboren", was de stelling van László.
De opvoeding van Judit en haar zussen was omstreden. Vader László en zijn vrouw Klára leidden hun drie dochters thuis op, met schaken als specialisme. Judits moeder gaf taal en rekenen, en haar vader schaakles. László leerde zijn drie dochters ook de internationale taal Esperanto.
De twee oudere zussen zijn zodoende beiden ook verdienstelijke schakers geworden, maar niet zo sterk als Judit. Het talent van de zusjes en met name dat van Judit bleef niet onopgemerkt: al op jonge leeftijd was Judit een fenomeen.

## Loopbaan

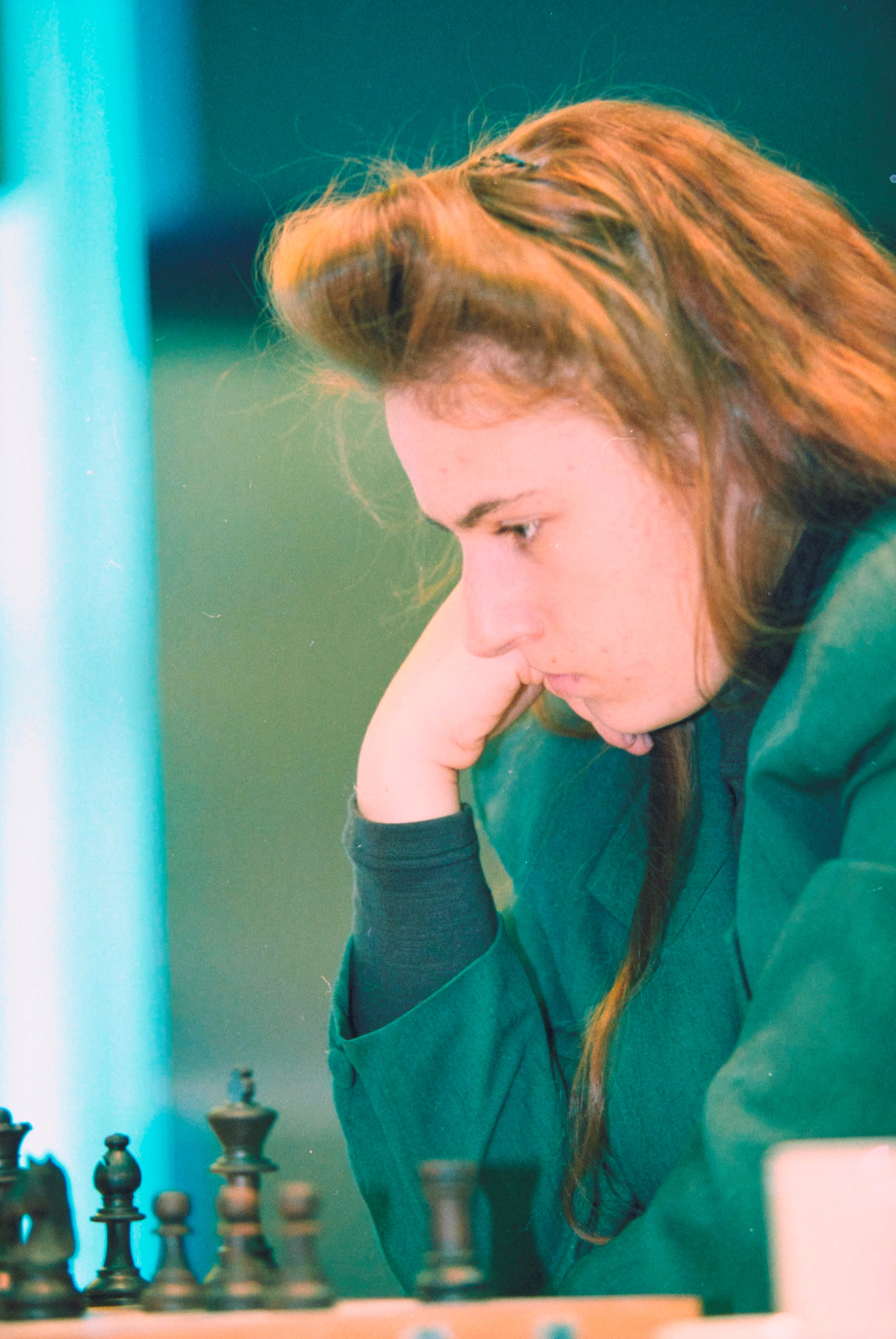
Polgár (Hoogovens, 1998)

In 1991 won Polgár het Hongaars kampioenschap en voldeed daarmee aan de eis voor (mannelijke) grootmeesters (voor vrouwen zijn aparte titels). Ze was toen 15 jaar en 4 maanden oud en op dat moment de jongste grootmeester ooit, ze brak daarmee het record van Bobby Fischer.
In de jaren negentig was Polgár een actief toernooispeler. Ze won onder andere een sterk bezet toernooi in Madrid in 1994. Tijdens de Donner Memorial van 1995 werd ze vijfde. In 1998 won ze het Open Amerikaans kampioenschap en het Schaaktoernooi Hoogeveen (voor Timman en Spasski). In 1999 bereikte ze de kwartfinale van het FIDE-knock-out-wereldkampioenschap en in Nederland won ze het VAM-toernooi in Hoogeveen, samen met Timman, voor Karpov.
Polgár stond van jongs af bekend om haar agressieve, aanvallende speelstijl. Rond 2000 ging ze meer positioneel spelen en werd ze nog sterker. In 2003 drong ze door tot de top 10 van de FIDE-ratinglijst. In dat jaar eindigde ze als tweede in het Corustoernooi en won het Essenttoernooi, voor Aronian, Sokolov en Karpov.
In 2005 mocht ze op grond van haar rating meespelen in het toernooi om het FIDE-wereldkampioenschap. Ze eindigde op de laatste plaats.
Na de geboorte van haar eerste kind in 2004, was ze tot begin 2005 minder actief als schaker.
In 2011 deed ze in het Europees kampioenschap schaken mee met het mannentoernooi en eindigde als derde.
Op 13 augustus 2014 deelde Judit Polgár mee dat ze zich terugtrok als competitief schaakster.